# Municipio de Rūjiena
El municipio de Rūjienas (en Letón: Rūjienas novads) es uno de los ciento diez municipios de Letonia, que abarca una pequeña porción del territorio de dicho país báltico. Fue creado durante el año 2009 después de una reorganización territorial. Su capital es la villa de Rūjiena.
El 1 de julio de 2021, el municipio de Rūjiena dejó de existir y su territorio se fusionó con el municipio de Valmiera.

## Subdivisiones
- Ipiķu pagasts (zona rural)
- Jeru pagasts (zona rural)
- Lodes pagasts (zona rural)
- Rūjiena (villa)
- Vilpulkas pagasts (zona rural)

## Población y territorio
Su población se encuentra compuesta por un total de 6.252 personas (2009). La superficie de este municipio abarca una extensión de territorio de unos 352,2 kilómetros cuadrados. La densidad poblacional es de 17,75 habitantes por cada kilómetro cuadrado.